# Ugo X di Lusignano
Ugo X di Lusignano detto il Bruno (in francese Hugues X de Lusignan; 1185 circa – Damietta, 5 giugno 1249) fu signore di Lusignano, conte di La Marche e d'Angoulême come Ugo II, dal 1219 alla sua morte.

## Biografia

### Infanzia

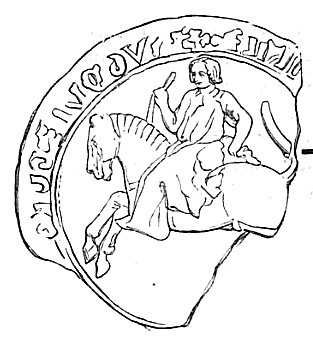
Sigillo di Ugo IX di Lusignano

Secondo il documento n° X del Cartulaire de l'abbaye royale de Notre-Dame des Châtelliers, Ugo era figlio del signore di Lusignano, Conte de La Marche e Conte d'Angoulême, Ugo IX di Lusignano e della sua prima moglie, che, secondo le Europäische Stammtafeln, vol III cap. 4 (non consultate), era Agata di Preully, che secondo il Recueil des chartes de l'abbaye de Saint-Benoît-sur-Loire (Paris), Vol. II (non consultato), era figlia di Pietro II Montrabel de Preuilly-Vendôme.
Secondo la Chronica Albrici Monachi Trium Fontium, Ugo IX di Lusignano era il figlio primogenito del reggente della signoria di Lusignano, Ugo il Bruno e, secondo un documento del Recueil des documents de l’abbaye de Fontaine-le-Comte (non consultato), della moglie, Orengarda, di cui non si conoscono gli ascendenti.

### Scontri per la contea di La Marche

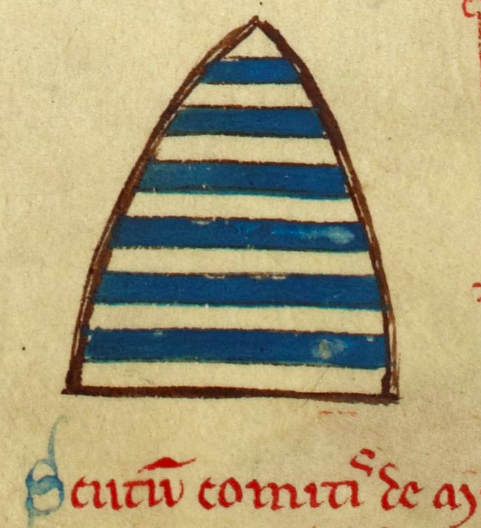
Stemma al contrario di Ugo, conte di La Marche, da un manoscritto del 1249

Nel 1199, la casata dei Lusignano si scontrò con Ademaro III, conte d'Angouleme, per il possesso della contea de La Marche, che fu assegnata a suo padre, Ugo IX di Lusignano; secondo la Chronica Albrici Monachi Trium Fontium, Ugo IX, alla morte del re d'Inghilterra e Conte de La Marche, Riccardo Cuor di Leone, attirò la regina madre, Eleonora d'Aquitania, contessa di Poitiers, da cui dipendeva il feudo de La Marche, e la costrinse ad assegnarlo a lui (Ugo), anziché al legittimo successore di Riccardo, Giovanni Senza Terra; anche il cronista, momaco e Bibliotecario de l'Abbazia di San Marziale di Limoges, Bernard Itier, conferma l'avvenimento.

### Primo fidanzamento con Isabella d'Angoulême

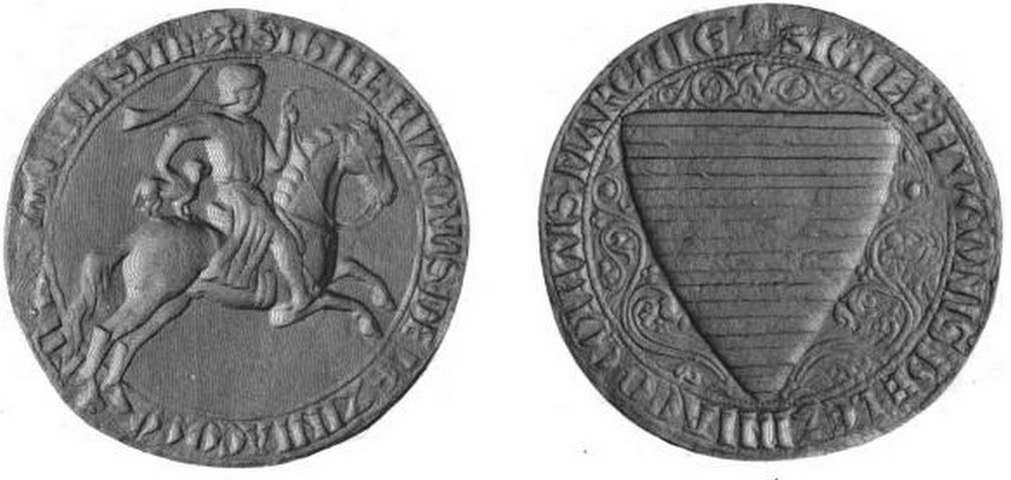
Moneta di Ugo X di Lusignano

La vertenza fu appianata con la mediazione del re d'Inghilterra, Giovanni Senza Terra e col fidanzamento, nel 1200, di Ugo, figlio di Ugo IX con Isabella, figlia di Ademaro III. Ma Giovanni, da poco, divorziato da Isabella di Gloucester, ed in trattativa col re del Portogallo, Sancho I, per sposarne una figlia, si invaghì di Isabella (secondo alcuni storici, non fu solo la bellezza di Isabella, ma il timore della futura potenza dei Lusignano) e col permesso di Ademaro III la sottrasse a Ugo e in quello stesso anno, il 30 agosto la sposò a Chinon e l'8 ottobre, in Inghilterra, la fece incoronare regina; il monaco benedettino inglese, cronista della storia inglese, Matteo di Parigi, riporta sia il matrimonio, che l'incoronazione. La casata dei Lusignano non perdonò lo sgarbo subito da Giovanni e nella guerra che lo oppose al re di Francia, Filippo Augusto, i Lusignano si schierarono con quest'ultimo. Anche il Radulphi de Coggeshall Chronicon Anglicanum fa riferimento a questa vicenda quando ricorda che Ugo IX di Lusignano, che nel 1200, aveva giurato fedeltà a Giovanni Senza Terra, nel 1202, assieme al fratello, Rodolfo, che era conte di Eu, si ribellò a Giovanni Senza Terra, schierandosi col re di Francia, Filippo II Augusto.

### Primo viaggio di Ugo IX a Gerusalemme
In quel periodo, suo padre, Ugo IX, fece anche un viaggio a Gerusalemme; infatti, secondo il documento n° X del Cartulaire de l'abbaye royale de Notre-Dame des Châtelliers, datato circa 1200, Ugo IX, in partenza per Gerusalemme si raccomanda al fratello, Rodolfo, conte di Eu, ed a Ugo di proteggere l'abbazia stessa.

### Giuramento al Re d'Inghilterra

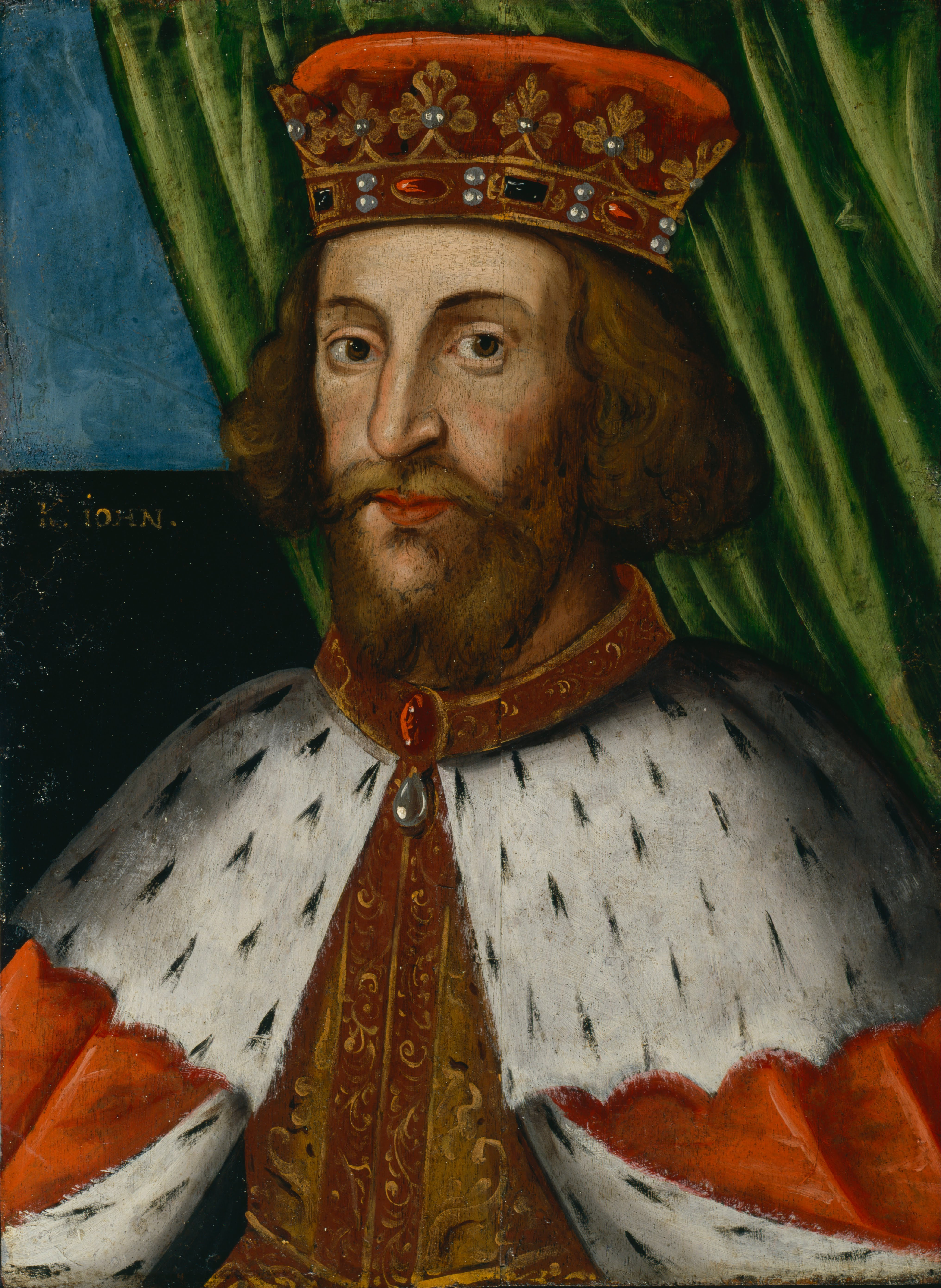
Ritratto di Giovanni Senza Terra

Nel 1214, Giovanni Senza Terra in un incontro a Parthenay, ottenne un giuramento di fedeltà dalla casata dei Lusignano e promise in sposa a Ugo, figlio del conte Ugo IX, Giovanna, figlia sua e di Isabella, come conferma il Rotuli chartarum in Turri Londinensi asservati, sua vecchia fidanzata; ed assieme allo zio, Goffredo, che era stato Conte di Giaffa e Ascalona, Ugo IX ed il fratello, Rinaldo, prestarono giuramento di fedeltà a Giovanni.

### Faide per la contea d'Angoulême
Alla morte di Giovanni, nel 1216, Isabella, la vecchia fidanzata di Ugo era rientrata nella contea d'Angoulême, che di diritto le doveva essere restituita, ma per non contrariare i Lusignano, non le veniva restituita, dai governanti inglesi, e di fatto era governata da Ugo IX di Lusignano, che aveva sposato la cugina di Isabella, Matilde d'Angoulême, che reclamava la contea, in quanto era stata spodestata dagli zii, Guglielmo e Ademaro, come ci viene confermato dal Ex Chronico Gaufredi Vosiensis.

### Secondo viaggio di Ugo IX a Gerusalemme
Nel 1218, suo padre, Ugo IX, partì per Gerusalemme, come ci viene confermato dal documento n° XX del Cartulaire de l'abbaye royale de Notre-Dame des Châtelliers, datato 1218, in cui confermate ai monaci dell'abbazia le concessioni, che già avevano ricevuto da un suo avo nel 1171, e si unì alla V crociata.

### Morte di Ugo IX

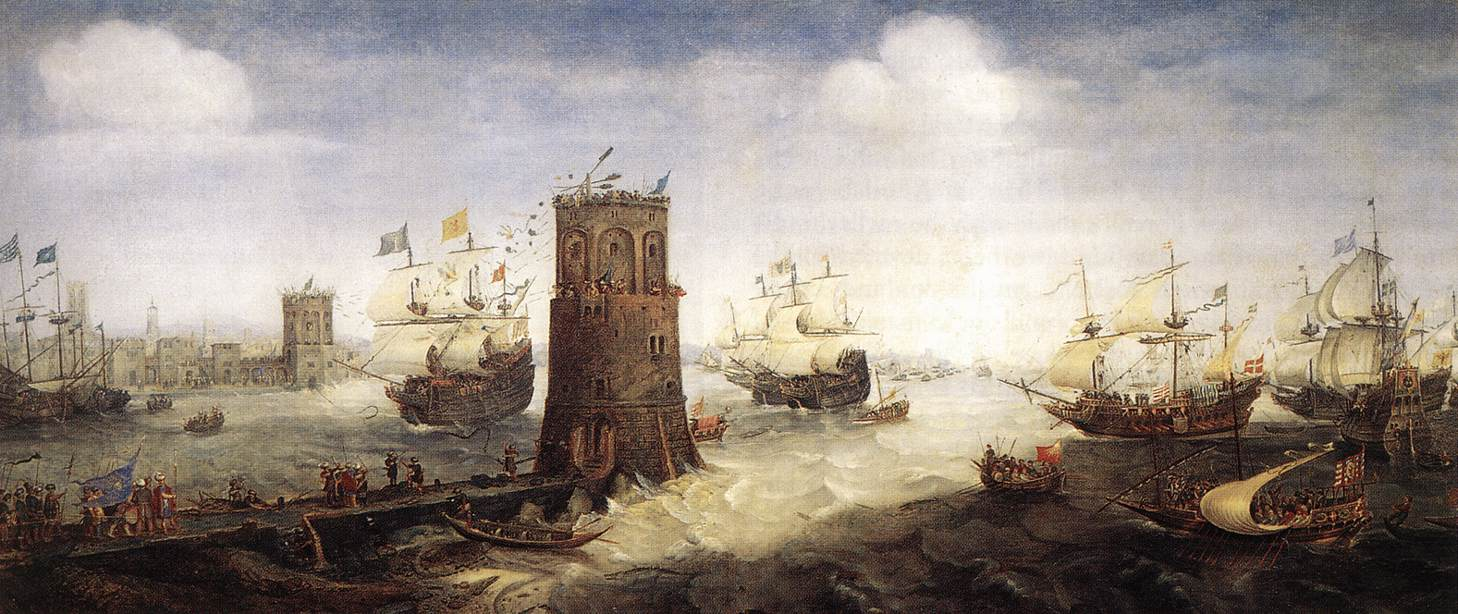
La conquista di Damietta da parte dei Crociati. Dipinto di Cornelis Claesz van Wieringen.

Suo padre, Ugo IX morì il giorno della conquista di Damietta, da parte dei Crociati, il 5 novembre 1219, come ci viene confermato dalla Histoire de Vierzon et de l’abbaye de Saint-Pierre (Paris) (non consultato).
Ugo succedette al padre, in tutti i suoi titoli, come Ugo X.

### Matrimonio

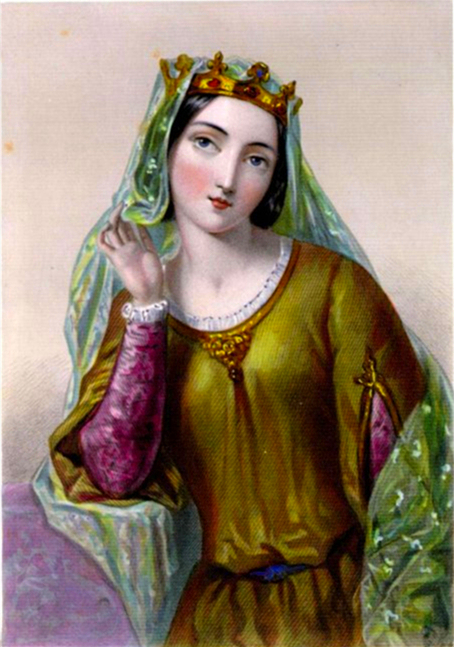
Isabella d'Angoulême

Isabella, nel sostenere le sue tesi, dapprima litigò con Ugo, poi si riavvicinò a lui, tanto che nel 1220 i due si sposarono ed insieme fecero pressione sul giovane re inglese, Enrico III, affinché restituisse alla madre l'Angoulême, di modo che l'unione dei feudi de La Marche ed Angoulême, facesse della coppia, i feudatari più potenti d'Aquitania. Finalmente il governo inglese cedette anche per paura di un possibile accordo tra i Lusignano ed il nuovo re di Francia, Luigi VIII.

### Campagne militari

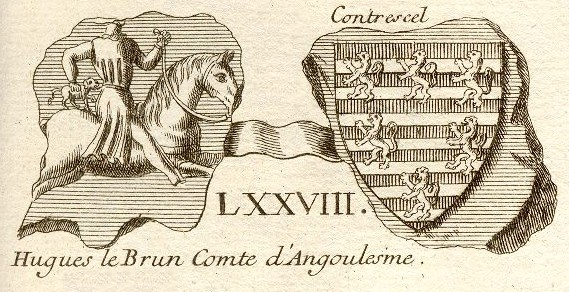
Sigillo di Ugo X, a cavallo, in tenuta da caccia, tenendo con la mano, in groppa al cavallo, un piccolo cane

Nonostante la restituzione della dote di Isabella, nel 1224, alla scadenza della tregua quadriennale anglo-francese, Ugo si alleò col re di Francia, Luigi VIII, ed in pochi mesi, dopo aver radunato l'esercito a Tours, nel giugno dello stesso anno, occuparono tutto il Poitou e parte della Guascogna, attorno a Bordeaux.

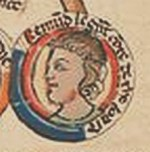
Raimondo VII di Tolosa

Nel 1226, alla morte di Luigi VIII, gli succedette il giovane figlio, Luigi IX, sotto la tutela di Bianca di Castiglia che i nobili del Poitou, tra cui Ugo X, non gradirono, in quanto donna e per di più straniera e negli anni successivi, con l'appoggio del conte di Champagne e futuro re di Navarra, Tebaldo e del conte di Tolosa, Raimondo VII, fecero opposizione a Bianca, una fronda con cospirazioni, che non si realizzavano e pronti a cedere alle manifestazioni di forza avversaria.
Nel 1229, però, contro il re di Francia e la reggente Bianca, fu organizzata una coalizione guidata dal duca di Bretagna, Pietro Mauclerc, supportato dai nobili di Bretagna, Normandia e Poitou (Ugo X non aderì, preferì attendere gli eventi) che riuscì a coinvolgere il re d'Inghilterra, Enrico III, che sbarcò in Bretagna e nel maggio del 1230 si mosse ma fu subito bloccato, prima di entrare nel Poitou (Ugo X evitò di intervenire), dalle truppe francesi, a cui Bianca in giugno inviò dei rinforzi, Enrico III avanzò sino a Bordeaux e poi tornò in Inghilterra.

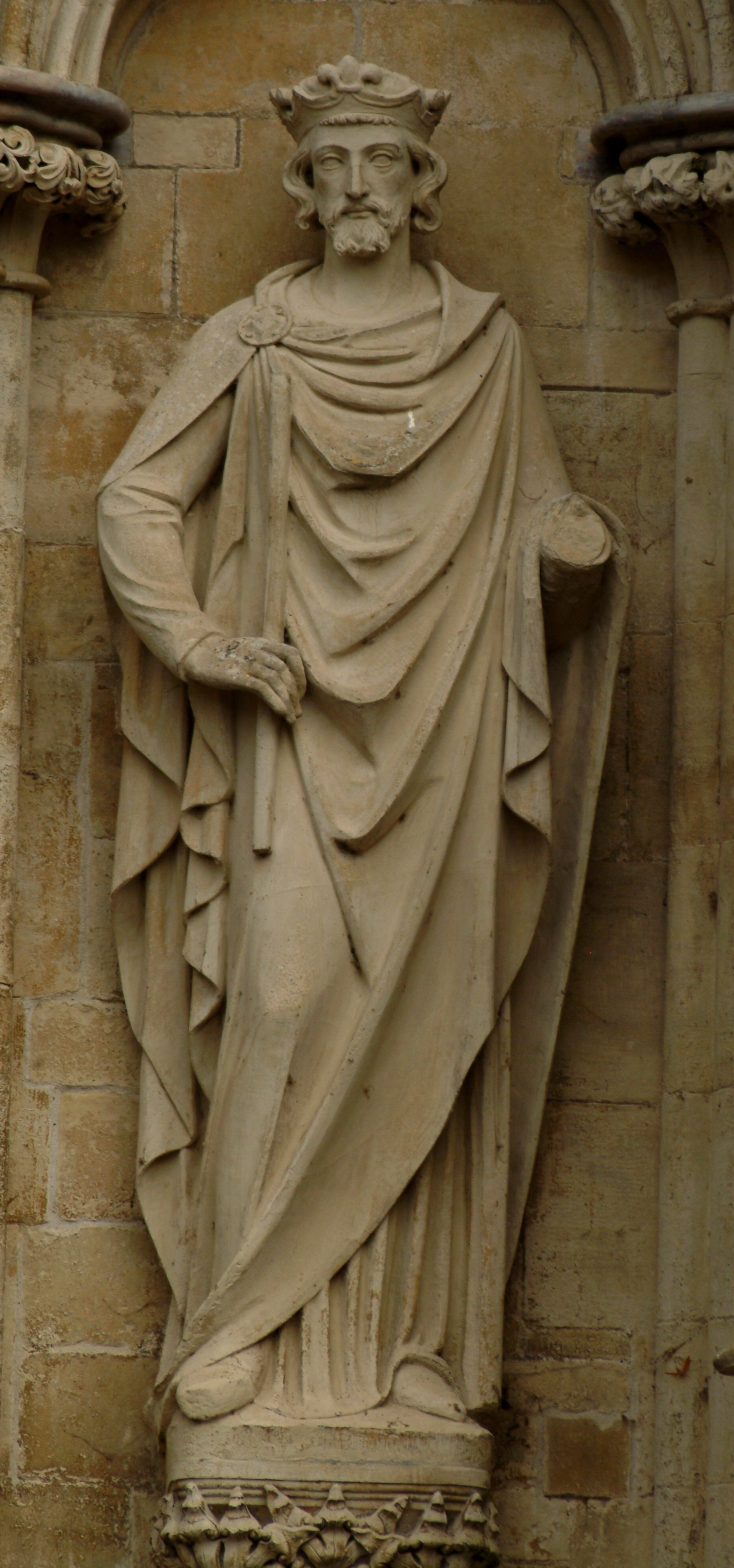
Statua di Enrico III d'Inghilterra sulla facciata della Cattedrale di Salisbury.

Nel 1241, il fratello del re, Alfonso era entrato in possesso della contea di Poitiers, costituita dai territori del Poitou, del Saintonge e dell'Alvernia; il conte di La Marche, Ugo X, avrebbe dovuto rendergli omaggio, come suo feudatario, ma la moglie, la contessa d'Angoulême, Isabella, non tollerava l'idea che suo marito fosse vassallo di Alfonso e visto che Ugo X avrebbe preferito essere conciliante, Isabella d'Angoulême lo minacciò che se si fosse umiliato non avrebbe più diviso il letto con lui; Ugo X fu spinto alla ribellione dalla moglie, Isabella, che chiese il sostegno del figlio di primo letto, il re Enrico III d'Inghilterra. Ugo X si ribellò e col sostegno di Raimondo VII di Tolosa, suocero di Alfonso, rifiutò l'obbedienza al suo signore, Alfonso conte di Poitiers, che, con l'aiuto del fratello, Luigi IX il Santo, mise insieme un esercito che, nella primavera del 1242, occupò rapidamente alcune roccaforti del Poitou. Enrico III d'Inghilterra sbarcato a Royan, il 12 maggio 1242, con sette conti e trecento cavalieri, era stato ricevuto dalla madre, Isabella, con entusiasmo, ma dopo aver messo insieme un esercito, composto dai ribelli del Poitou dai nobili guasconi e dai suoi trecento cavalieri, il 21 luglio 1242 al ponte di Taillebourg di fronte all'armata avversaria, si ritirarono, senza combattere, entro le mura di Saintes. Il giorno dopo gli inglesi ed i guasconi tentarono una sortita, ma si ritirarono subito dopo, per cui i ribelli del Poitou si rassegnarono a sottomettersi ad Alfonso; anche Matteo di Parigi conferma la spedizione francese di Enrico III.
Ugo X di Lusignano e Isabella d'Angoulême, assieme ai loro figli, dovettero inginocchiarsi al cospetto di Luigi IX e chiedere misericordia (il documento n° 2980 delle Layettes du trésor des chartes : de l'année 1224 à l'année 1246 conferma la sottomissione di Ugo, Isabella ed i figli), mentre a settembre Enrico III fece ritorno in Inghilterra.
Isabella si ritirò in convento, a Fontevrault, dove, nel 1246, morì.
Ugo X compare in due documenti del 1248 del Cartulaire de l'abbaye royale de Notre-Dame des Châtelliers:
- nel documento n° LXXIV, conferma una donazione all'abbazia fatta da un suo avo[34],
- nel documento n° LXXVI, che consiste nel suo testamento dove destina i suoi averi ai figli ed all'abbazia[35].

### Crociate

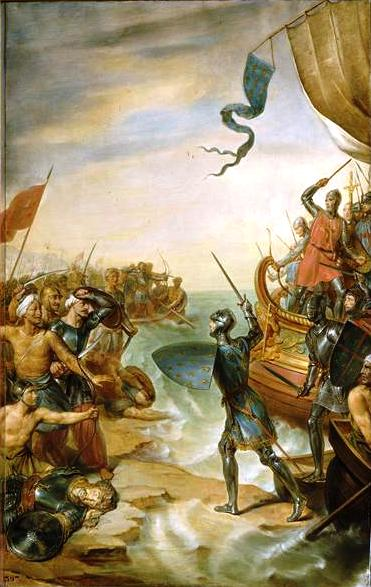
Sbarco di Luigi IX di Francia, detto il Santo, a Damietta, in Egitto, il 4 giugno 1249

Ugo X, in seguito divenne crociato e fece anche parte del comitato direttivo, composto da quattro feudatari, della Lega, che, aveva l'approvazione del re di Francia, Luigi IX (Saint Louis) e che si opponeva alle rivendicazioni temporali e all'eccessivo arricchimento del clero e del papa.

### Morte

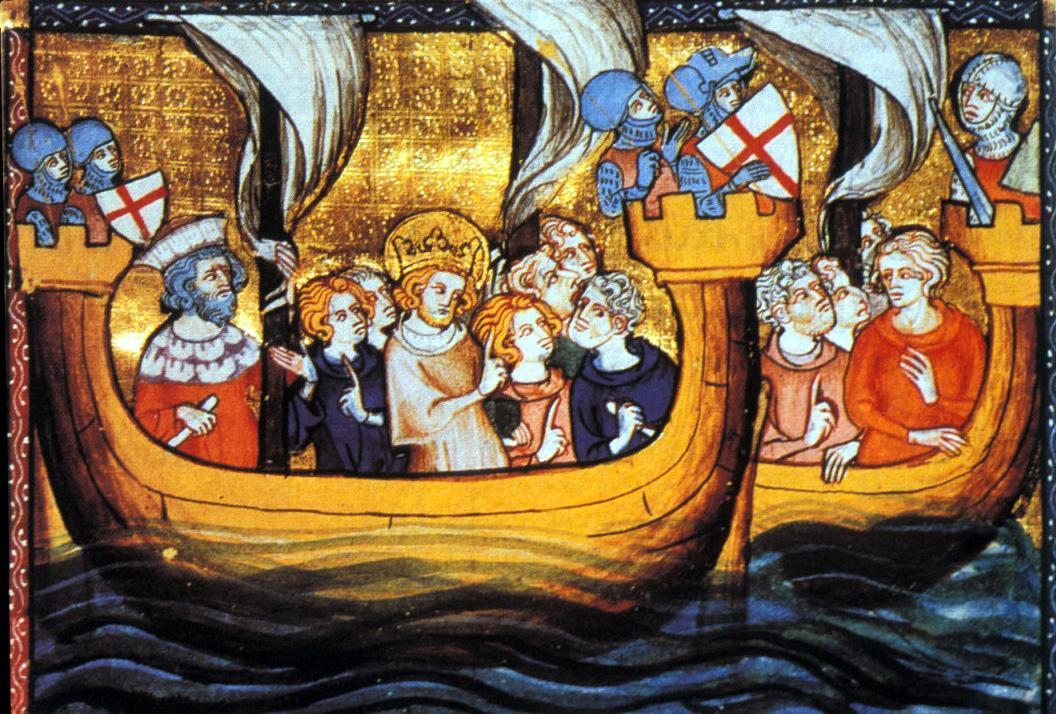
Ugo XI di Lusignano mentre parte per la settima crociata

Ugo X morì, nel 1249, a Damietta, come viene descritto da Matteo di Parigi. Gli succedette nei titoli di Lusignano, La Marche e Angoulême, il figlio, Ugo.

## Discendenza
Ugo da Isabella d'Angoulême ebbe nove figli:
- Ugo (1221-1250), signore di Lusignano, conte di La Marche e d'Angoulême, citato nella lettera di sottomissione del 1242[32] e nel testamento del padre[35];
- Ademaro (circa 1222-Parigi, 5 dicembre 1260), vescovo di Winchester, citato nella lettera di sottomissione del 1242[32] e nel testamento del padre[35], che fu accolto dal fratellastro, Enrico III d'Inghilterra[41];
- Agnese (o Agata, circa 1223-dopo il 1269), sposa di Guglielmo II di Chauvigny, signore di Chateauroux (1224-1271);
- Alice (circa 1224-1256), sposa di Giovanni de Warenne[42];
- Guido (morto nel 1264 combattendo a Lewes, in Inghilterra), signore di Couhe, Cognac ed Archiac, citato nella lettera di sottomissione del 1242[32] e nel testamento del padre[35], che fu accolto dal fratellastro, Enrico III d'Inghilterra[41];
- Goffredo (morto nel 1274), signore di Jarnac, citato nella lettera di sottomissione del 1242[32] e nel testamento del padre[35], che fu accolto dal fratellastro, Enrico III d'Inghilterra[41];
- Guglielmo (morto nel 1296), citato nella lettera di sottomissione del 1242[32] e nel testamento del padre[35], che fu accolto dal fratellastro, Enrico III d'Inghilterra[41];
- Margherita (1226/1228-1288), che sposò prima Raimondo VII di Tolosa (1197-1249)[43], poi Aimery IX di Thouars (morto nel 1256), e infine Goffredo V di Chateaubriant;
- Isabella (1234-4 gennaio 1299), dama di Beauvoir-sur-Mer e Mercillac, che sposò prima Goffredo di Rancon-Taillebourg, poi Maurizio IV di Craon[44].

## Ascendenza
|                                         |   |                     | Genitori               |  |  | Nonni |  |  | Bisnonni              |  |  | Trisnonni            |  |
|                                         |   |                     |                        |  |  |       |  |  | Ugo VIII di Lusignano |  |  | Ugo VII di Lusignano |  |
|                                         |   |                     |                        |  |  |       |  |  | Ugo VIII di Lusignano |  |  | Ugo VII di Lusignano |  |
|                                         |   | Sarracina de Lezay  |                        |  |  |       |  |  | Ugo VIII di Lusignano |  |  |                      |  |
| Ugo il Bruno di Lusignano               |   |                     |                        |  |  |       |  |  | Ugo VIII di Lusignano |  |  |                      |  |
|                                         |   | Bourgogne de Rançon | Goffredo di Rançon     |  |  |       |  |  |                       |  |  |                      |  |
|                                         |   | Bourgogne de Rançon | Goffredo di Rançon     |  |  |       |  |  |                       |  |  |                      |  |
|                                         |   | Bourgogne de Rançon | Falsifie di Moncontour |  |  |       |  |  |                       |  |  |                      |  |
| Ugo IX di Lusignano                     |   | Bourgogne de Rançon |                        |  |  |       |  |  |                       |  |  |                      |  |
|                                         |   | …                   | …                      |  |  |       |  |  |                       |  |  |                      |  |
|                                         |   | …                   | …                      |  |  |       |  |  |                       |  |  |                      |  |
|                                         |   | …                   | …                      |  |  |       |  |  |                       |  |  |                      |  |
| Orengarda                               |   | …                   |                        |  |  |       |  |  |                       |  |  |                      |  |
|                                         |   | …                   | …                      |  |  |       |  |  |                       |  |  |                      |  |
|                                         |   | …                   | …                      |  |  |       |  |  |                       |  |  |                      |  |
|                                         |   | …                   | …                      |  |  |       |  |  |                       |  |  |                      |  |
| Ugo X di Lusignano                      |   | …                   |                        |  |  |       |  |  |                       |  |  |                      |  |
|                                         | … | …                   |                        |  |  |       |  |  |                       |  |  |                      |  |
|                                         | … | …                   |                        |  |  |       |  |  |                       |  |  |                      |  |
|                                         | … | …                   |                        |  |  |       |  |  |                       |  |  |                      |  |
| Pietro II Montrabel de Preuilly-Vendôme | … |                     |                        |  |  |       |  |  |                       |  |  |                      |  |
|                                         |   | …                   | …                      |  |  |       |  |  |                       |  |  |                      |  |
|                                         |   | …                   | …                      |  |  |       |  |  |                       |  |  |                      |  |
|                                         |   | …                   | …                      |  |  |       |  |  |                       |  |  |                      |  |
| Agata di Preully                        |   | …                   |                        |  |  |       |  |  |                       |  |  |                      |  |
|                                         |   | …                   | …                      |  |  |       |  |  |                       |  |  |                      |  |
|                                         |   | …                   | …                      |  |  |       |  |  |                       |  |  |                      |  |
|                                         |   | …                   | …                      |  |  |       |  |  |                       |  |  |                      |  |
| …                                       |   | …                   |                        |  |  |       |  |  |                       |  |  |                      |  |
|                                         |   | …                   | …                      |  |  |       |  |  |                       |  |  |                      |  |
|                                         |   | …                   | …                      |  |  |       |  |  |                       |  |  |                      |  |
|                                         |   | …                   | …                      |  |  |       |  |  |                       |  |  |                      |  |
|                                         |   | …                   |                        |  |  |       |  |  |                       |  |  |                      |  |

### Fonti primarie
- (LA)  Layettes du trésor des chartes : de l'année 1224 à l'année 1246.
- (LA)  Monumenta Germaniae Historica, Scriptores, tomus XXIII
- (LA)  Cartulaire de l'abbaye royale de Notre-Dame des Châtelliers
- (LA)  Matthew Paris, Chronica Majora, Vol. II
- (LA)  Matthew Paris, Chronica Majora, Vol. IV
- (LA)  Matthew Paris, Chronica Majora, Vol. V.
- (LA)  Radulphi de Coggeshall Chronicon Anglicanum
- (LA)  Rotuli chartarum in Turri Londinensi asservati, vol.1.
- (LA)  Recueil des historiens des Gaules et de la France. Tome 12.
- (LA)  Cartulaire des sires de Rays... : 1160-1449.

### Letteratura storiografica
- (EN)  The Lusignan family in the 11th & 12th centuries
- Frederik Maurice Powike, I regni di Filippo Augusto e Luigi VIII di Francia, in <<Storia del mondo medievale>>, vol. V, cap. XIX, 1999, pp. 776–828
- Charles Petit-Dutaillis, Luigi IX il Santo, in <<Storia del mondo medievale>>, vol. V, cap. XX, 1999, pp. 829–864
- Frederik Maurice Powike, Inghilterra: Riccardo I e Giovanni, in <<Storia del mondo medievale>>, vol. VI, cap. IV, 1999, pp. 143–197
- E. F. Jacob, Inghilterra: Enrico III, in <<Storia del mondo medievale>>, vol. VI, cap. V, 1999, pp. 198–234